# Varieties of Democracy
Varieties of Democracy (V-Dem) är ett internationellt demokratimätningsprojekt som drivs av V-Deminstitutet.
V-Dem är världens sannolikt största demokratidatabas.
V-Dem skiljer mellan fem demokratiska principer på hög nivå: "electoral", "liberal", "participatory", "deliberative", samt "egalitarian". V-Dem samlar data för att mäta dessa principer.

## Organisation
Statsvetaren Staffan I. Lindberg är föreståndare för V-Deminstitutet.